# IOGT:s historia i Skellefteå
IOGT:s historia i Skellefteå tog sin början den 11 mars 1882 då den första logen bildades. IOGT har sedan länge varit en nykterhetsrörelse som har haft starkt fäste runt om i hela Sverige och världen. I Norrland har IOGT haft en stor betydelse för nykterhetsrörelsernas framfart och det nyktra samhället.

## Tiden innan bildandet av den första logen i Skellefteå

### Tiden innan bildandet av godtemplarorden
Innan bildandet av de första nykterhetsföreningarna hade majoriteten av folket i Skellefteå, men också i stora delar av övriga Sverige, en mycket stark kristen tro och religiös syn. De tyckte inte att förändringar i samhället skulle vara till någon nytta utan ville bevara det gamla samhället såsom det alltid har varit. Människor drack sig berusade var dag på brännvin och andra drycker innehållande alkohol. Drack man några glas öl eller vin under dagen och fortsatt kunde stå på sina egna ben samt utföra sina vardagliga sysslor, ansågs man som nykter. Det nådde till en gräns att det började bli ett samhällsproblem med drickandet att man var tvungen att göra något åt det. På grund av detta var det en del som under 1840–1850-talet försökte få stopp på drickandet av rusdrycker och brännvin bland folket. Man började då bilda nykterhetsföreningar. Under 1830 och 40-talen hade man i Västerbotten redan 13 olika nykterhetsföreningar med över 4 000  medlemmar. Alla dessa nykterhetsföreningar ingick i det Svenska nykterhetssällskapet. Redan 1840 bildades den första nykterhetsföreningen i Skellefteå av Nils Nordlander. År 1843 hade de stora städerna i Västerbotten, Skellefteå och Umeå, över 350 medlemmar.
Genom nykterhetsföreningarnas utvecklande avskaffade man husbehovsbränningen helt år 1860. Detta ledde till att fler började dricka mindre då det på denna tid var mer vanligt att dricka i hemmet med egen självgjord dryck. Dock återupptogs drickandet återigen under 1860 och 70-talen då det blev allt mer vanligt att dricka igen och det resulterade i att nya nykterhetsföreningar bildades för att ta upp kampen mot drickandet och superiet. Dock kom många av dessa nykterhetsföreningar att dö ut när Godtemplarorden (IOGT) bildades.

### Godtemplarordens bildande i Skellefteå
År 1881 hade man i Umeå stad fått information om att en godtemplarloge skulle bildas. Rörelsen skulle sedan också komma till Skellefteå stad. Några av de första skrivelserna om Godtemplarorden i Västerbotten var 1888 i tidningen Reformatorn. Där fick folket läsa om Godtemplarorden och vad den stod för och hur den arbetade. Under denna tid var det även en del av folket som trodde att nykterhetssällskap inte var något för dem som var rika och hade det bra ställt. Tvärtom var det flera av de rika som var positiva till nykterhetsarbetet inom länet och godtemplarordens bildande. Dessutom var det även många som till en början var fundersamma över detta införande då de trodde att nykterhetsanhängarna var farliga samhällsomstörtare. Trots att folket inte var helt övertygat vad gäller nykterhetsarbetet kom den första godtemplarlogen i Skellefteå, nr: 125 vid namn Adlercreutz, att bildas den 11 mars 1882.

## De första logerna i Skellefteå stad

### Logen Adlercreutz
Grundaren av denna loge var från början Th. Ebeling tillsammans med C. H. E. Bäckström. Th. Ebeling hade fått i uppdrag av fängelseföreståndaren C.H.E. Bäckström att resa från Umeå till Skellefteå och bilda den första logen i staden. Den 11 mars 1882 bildades loge nummer 125 som fick namnet Adlercreutz från en general vid samma namn, Carl Johan Adlercreutz. Syftet med bildandet av logen var att motverka rusdrickandet och till utrota det. De trodde på att samhället skulle bli bättre om rusdryckerna kunde avskaffas i den allmänna handeln och föra idéerna om den absoluta nykterheten till folket. De sökte sig även till Gud och bad om  hjälp med att nå de mål de satt upp. De första medlemmarna som intogs i logen var Emmy Thelberg, J. A Melander, N. A Nilsson, G. A Häggblom, V. Vikström, Selma Dahlqvist, Axel Sundberg, G. A. Skog, C. Ortman, K. A Nyberg, F. Linder, N. Andersson och C. H. E. Bäckström. Dagen efter bilandet anslöt sig ytterligare 14 stycken medlemmar och logen blev då helt fullständig. Värdig Överste Templar blev J. A. Melander och Värdig Sekreterare F. Linder. Vid bildandet av Godtemplarorden var det från början ett krav på att vara kristen och därmed ingå i kyrkan. Om man mot förmodan inte kunde följa detta fick man inte vara med i godtemplarorden. Detta kom dock att förändras under senare tid.

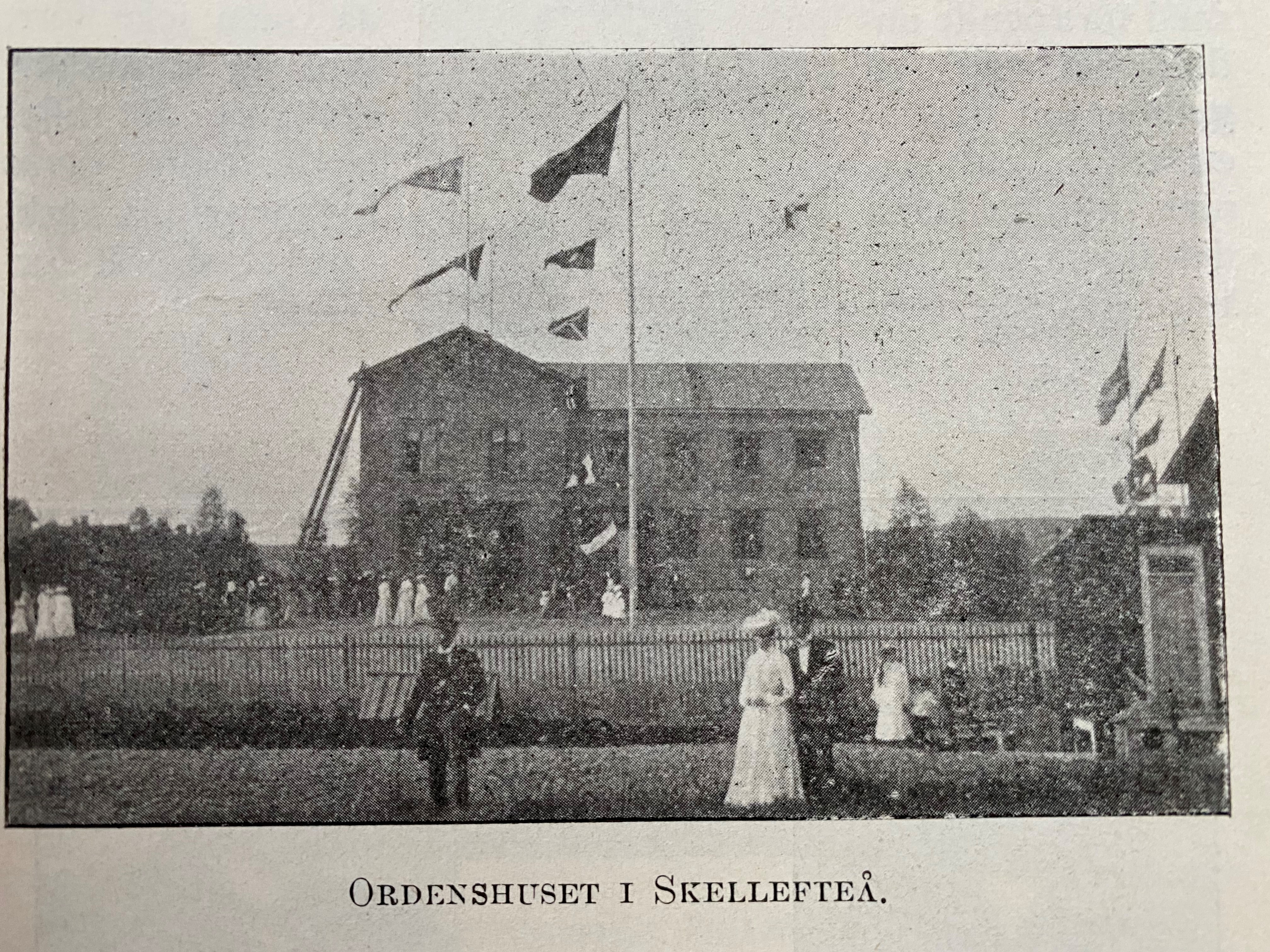
Ordenshuset i Skellefteå 1906

Efter att de ansökt till skattemästaren om att få ingå i folkrörelsestyrelsen fick de hålla sina möten i folkskolerummen. Mötena bestämdes att hållas varje söndag afton klockan 18:00. Mötena innefattade bland annat sång och dans, intagande av nya medlemmar samt en stående punkt om bönestund någon gång under mötet. År 1883 köptes en tomt för att kunna bygga ett eget godtemplarhus i Skellefteå istället för att använda sig av folkrörelsestyrelsens lokaler. Kostnaden av tomten uppgick till 100 kronor. Tre år senare,  närmare bestämt i oktober 1886, var huset färdigbyggt men bara ett år senare brann det ner. De tog ett flertal år innan det år 1911 helt färdigställdes.  
Två månader efter att logen bildades, kom det att bildas fyra kommittéer. Finans-, sjuk-, visitation- och slutligen festkommittén. Kommittéerna skulle göra det lättare för logen att strukturera upp de olika områdena i föreningen. Festkommittén skapades för att logen dels behövde få in pengar till kassan och för att försöka värva fler medlemmar i föreningen. De utförde då ett antal fester vid namn Thé-fester där folk fick komma och bli nya medlemmar. De som redan var medlemmar var också med. Inträdet låg på runt 50 öre och gick till föreningens kassa. Direkt efter hölls ett möte där de som ville kunde bli medlemmar i föreningen.
Den 10 januari 1883, ungefär ett år efter bildandet av logen Adlercreutz, hade medlemsantalet stigit till över 100 medlemmar i föreningen. Efter att de fått en så pass stor ökning av medlemmar lyftes det upp förslag om att bilda en till loge i Skellefteå. Men det dröjde några år innan detta skedde.

### Logen Cardell
Den 7 maj 1887 hölls möte innehavande gamla medlemmar från logen Adlercreutz bland annat var C.H.E. Bäckström en av de som var närvarande på mötet. De samlades för att se över vad som kunde göras rent praktiskt sett för att värna och upprätthålla ordens anseende, hur de skulle kunna fortsätta sin verksamhet samt hur den skulle utvecklas och växa i Skellefteå. Svaret blev att de skulle starta en till loge. Samma dag som beslutet togs genomfördes det och en ny loge i Skellefteå stad hade då bildats. Logen nr. 1327 fick namnet Cardell. De första medlemmarna som intogs i den nya logen var alla före detta medlemmar i logen Adlercreutz, dessa var: A.J Dahlqvist, E Lindholm, C. J Björk, Carolina Bäckström, Axel Lundberg, Carin Dahlqvist, Selma Lundberg, Carin Risberg, Caroline Lundqvist, Johanna Charlotta Björk samt C.H.E. Bäckström. För de nya medlemmarna som anslöt sig till logen kom det att kosta samma summa för dem som ingick i logen Adlercreutz det vill säga 50 öre för varje medlem. För att folket i staden skulle få kännedom om den nya logen  bestämde de sig för att skriva i tidningen där de berättade om orsaken till bildandet, vilken ställning de skulle ha i deras arbetssätt och vilken tid och dag det skulle hållas möten. Meddelandet i tidningen löd enligt följande:
“med logens bildande söka med orden förena nya krafter. Logen Cardells nuvarande medlemmar ämnas vidhålla ett i allo konstitutionsenligt och moraliskt arbetssätt och icke med sig förena andra personer än sådana som med alvar vilja gagna vår sak”.

### Andra loger
Under denna tid bildades det inte bara loger runtom i Skellefteå stad utan även utanför. Bland annat bildades det loger i Burträsk, Lövånger och Byske. Dessutom bildades det även två till loger i Ursviken som ligger en bit utanför Skellefteå stad. Logen Stålhandske i området Klemensnäs och logen Duncker i Ursviken. Duncker kom att bli en loge som samlade mycket folk och medlemmar. Innan bildandet av denna loge var Ursviken en plats där det förekom en mängd sprit- och ölkrogar. I och med detta uppstod det mycket fylleri, bråk och stora uppståndelser i samband med folkets superi. Folket kände då att de behöve  göra någonting åt detta och därför bestämde de sig för att bilda en godtemplarloge. Logen kom att bildas i september 1882, samma år som logen Adlercreutz bildades.

## Pionjärer

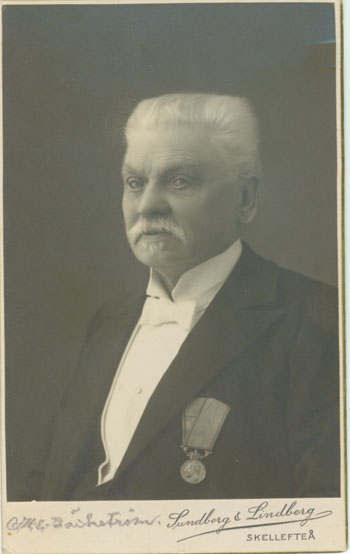
C. H. E. Bäckström, pionjär Skellefteå Godtemplarorden

### C. H. E. Bäckström
C. H. E. (Carl Herman Engelbrekt Bäckström) var en av de främsta pionjärerna för IOGT:s historia i Skellefteå, men även för hela Västerbotten. Bäckström föddes den 13 april 1843 i Umeå och dog 1930, 87 år gammal. Som ung ägnade han mycket tid åt att vara ute till havs som sjöman. Han gjorde bland annat två stycken världsomseglingar innan han sedan lämnade sjömansyrket  1871. Efter det kom han att flytta till Skellefteå för att börja jobba som föreståndare på kronohäktet på Sunnanå. Det var inte förrän tio år senare som hans idéer om ett nyktert samhälle växte till liv.  Hans arbete inom Godtemplarorden tog sin början den 11 mars 1882 då han var med och bildade den första IOGT logen Adlercreutz i Skellefteå. Hans arbete fortsatte inom logen tills 1888 när den första distriktslogen bildades i Skellefteå. Där fick Bäckström sekreterarposten och även rollen som  huvudman i verksamhetens huvudarbete. Detta arbetade han med i 20 år innan han  avgick från posten 1909. Detta var dock inte slutet för Bäckströms arbete inom IOGT. Han fortsatte sitt arbete för ett nyktert samhälle tills han avled den 8 mars 1930. Han blev hyllad för hans stora arbete inom IOGT och han kom att bli en stor förebild för många. Inte bara för sitt arbete för ett nyktert samhälle, utan också för allt arbete han utförde vid sidan av. Han var även delaktig i det offentliga. Bland annat var han ledamot i  taxeringsnämnden, prästlöneombudsman, överförmyndare i landsförsamlingen, kommunalrevisor, revisor i vägstyrelsen och granskningsman av sockens kommunalutskylder.
Han fick motta en mängd hot och sabotage på grund av hans tankar och idéer om ett nyktert samhälle. Oavsett vad vissa delar av folket tyckte lyssnade han inte utan fortsatte sitt arbete för absolutismen. Han var  absolut nykterist och arbetade för sina tankar, idéer och åsikter, både inom och utanför verksamheten. Genom detta gav han sig ut bland folket, gamla som unga och spred sina idéer för att väcka deras engagemang för  absolutismen och godtemplarorden.

### Emil Öster
En annan viktig pionjär för godtemplarorden i  Västerbotten var Emil Öster. Emil Öster jobbade som missionär och talare och var en viktig del av missioneringsarbetet i Skellefteå men även i hela Västerbotten. Han blev anställd som talare för nykterhetsarbete i Västerbotten i slutet av 1899, till en början för  sex månader. Efter dessa sex månader flyttade han till Skellefteå för att bosätta sig på Sunnanå. Hans arbete som missionär slutade inte där. Eftersom han tyckte om att resa och ägna sig åt detta arbete fick han fortsatt anställning. Det slutade med 10 års arbete som talare och missionär för nykterhetsarbetet inom IOGT. Hans personliga åsikter om ett absolut nyktert samhälle gjorde en stor inverkan på befolkningen och han kom att bli en stor förespråkare och talare inom detta område. När han sedan avslutade sitt arbete inom godtemplarorden lämnade han efter sig ett stort avtryck.
Han reste totalt 3 620 mil och höll 2 445 föredrag. Totalt hade han 171 400 åhörare. Han bildade 99 nya loger (varav 13 ungdomsloger) samt värvade han 2 486 nya medlemmar.